# Robbin Weijenberg
Robbin Weijenberg (8 novembre 2004) è un calciatore olandese, centrocampista del Go Ahead Eagles.

## Carriera
Weijenberg è cresciuto nel settore giovanile del Go Ahead Eagles, con cui ha firmato il primo contratto professionistico il 10 luglio 2024. Ha debuttato in prima squadra due settimane più tardi nell'incontro di qualificazione per la UEFA Conference League pareggiato 0-0 contro il Brann.

## Statistiche

### Presenze e reti nei club
Statistiche aggiornate al 14 ottobre 2024.
| Stagione        | Squadra         | Campionato      | Campionato | Campionato | Coppe nazionali | Coppe nazionali | Coppe nazionali | Coppe continentali | Coppe continentali | Coppe continentali | Altre coppe | Altre coppe | Altre coppe | Totale | Totale | Totale |
| Stagione        | Squadra         | Comp            | Pres       | Reti       | Comp            | Pres            | Reti            | Comp               | Pres               | Reti               | Comp        | Pres        | Reti        | Pres   | Reti   |        |
| --------------- | --------------- | --------------- | ---------- | ---------- | --------------- | --------------- | --------------- | ------------------ | ------------------ | ------------------ | ----------- | ----------- | ----------- | ------ | ------ | ------ |
| 2024-2025       | Go Ahead Eagles | ED              | 18         | 0          | CO              | 0               | 0               | UCL                | 1                  | 0                  | -           | -           | -           | 5      | 0      |        |
| Totale carriera | Totale carriera | Totale carriera | 4          | 0          |                 | 0               | 0               |                    | 1                  | 0                  |             | -           | -           | 5      | 0      |        |

## Palmarès

### Club

#### Competizioni nazionali
- Coppa dei Paesi Bassi: 1

Go Ahead Eagles: 2024-2025